# Hypomolis virescens
Hypomolis virescens là một loài bướm đêm thuộc phân họ Arctiinae, họ Erebidae.